# ئی‌ام‌دی جی‌پی۳۸
ئی‌ام‌دی جی‌پی۳۸ (انگلیسی: EMD GP38) یک لوکوموتیو دیزلی ساخت شرکت جنرال موتورز دیزل و الکترو-موتیو دیویژن بوده است.
این لوکوموتیو که مابین سال‌های ۱۹۶۶ تا ۱۹۷۱ تولید می‌شده دارای ۱۶ سیلندر و ۲۰۰۰ اسب بخار توان خروجی بوده است.